# Stenus pugentensis
Stenus pugentensis är en skalbaggsart som beskrevs av Thomas Casey. Stenus pugentensis ingår i släktet Stenus och familjen kortvingar. Inga underarter finns listade i Catalogue of Life.